# Thierry Meyssan
Thierry Meyssan (Talence, Gironda, 18 de mayo de 1957) es un periodista y activista político francés, autor de investigaciones sobre la extrema derecha (especialmente sobre la milicia del Frente Nacional [o Agrupación Nacional, un partido francés], lo que suscita una investigación parlamentaria y provoca una escisión de este partido de extrema derecha), así como por su defensa de la laicidad de la República y sobre la Iglesia católica (el Opus Dei, por ejemplo), entre otras. Meyssan es uno de los principales defensores de las teorías de conspiración sobre los atentados del 11 de septiembre de 2001, cuyos argumentos, los sustenta en su libro La gran impostura, y en donde culpa de estos, a una parte del complejo militar-industrial de los Estados Unidos. Establecido él en Oriente Medio, se ha manifestado próximo a Hezbolá y a la Revolución islámica de Irán.

## Biografía
En 1994 pasa a formar parte de la dirección del Partido Radical de Izquierda, formación política de centro-izquierda, y como miembro de la misma participa en los equipos de campaña de Bernard Tapie en las elecciones europeas de 1994 y de Christiane Taubira en las presidenciales de 2002.[cita requerida]
En 1994 funda la Red Voltaire, que es un sitio web con una red de prensa no alineada, especializada en análisis sobre las relaciones internacionales, que aboga por la libertad de expresión, de la que es presidente.  En julio de 2005, el Departamento de Estado de los Estados Unidos publicó un opúsculo en el que lo presenta, tanto a él como a su asociación, la Red Voltaire, como las principales fuentes de desinformación antiestadounidenses en el mundo.[cita requerida]
De 1996 a 1999 se desempeña como coordinador suplente del Comité Nacional de Vigilancia contra la extrema derecha, que reúne entonces semanalmente a los 45 principales partidos políticos, sindicatos y asociaciones de la izquierda francesa.[cita requerida]
Entre 1999 y 2002 sucede a Emma Bonino al frente de la Coordinadora Radical Antiprohibicionista, organización internacional para la lucha contra el crimen organizado que propugna mediante la legalización el fin de su principal fuente de ingresos: las drogas.[cita requerida]
En 2002 publica La Gran Impostura, sobre los atentados del 11 de septiembre, y asegura que éstos habrían sido organizados por una facción del complejo militar-industrial estadounidense para instaurar un régimen militar expansionista. El libro, que es inmediatamente un best-seller mundial, traducido a 27 lenguas, es seguido por El Pentagate, en el que afirma que el atentado cometido contra el Pentágono no se llevó a cabo con un avión comercial secuestrado, sino con un misil.[cita requerida]
Realiza entonces una campaña en la ONU para la creación de una comisión investigadora internacional sobre estos atentados, pero no lo logra a pesar del apoyo que le brindan la Liga Árabe y el Consejo de Cooperación del Golfo.[cita requerida]
En 2002, Thierry Meyssan fue declarado persona non grata en el territorio de los Estados Unidos por parte del Departamento de Defensa estadounidense. Según estadísticas del Departamento de Seguridad Interna, de junio de 2005, más de 3000 obras han sido publicadas en el mundo a favor o en contra de las tesis de Thierry Meyssan.[cita requerida]
Estigmatiza el pensamiento de Samuel Phillips Huntington (el «choque de civilizaciones»), de Leo Strauss, y de Bernard Lewis, y llama a la unidad para resistir a lo que califica como «proyecto de dominación global de los Estados Unidos».[cita requerida]
En noviembre de 2005, Thierry Meyssan presidió el Coloquio Axis for Peace 2005, para debatir la situación internacional y convocar a una movilización popular en favor del derecho internacional y de la paz en el mundo contra la corriente neoconservadora y el «imperialismo norteamericano».[cita requerida]
En abril de 2008, Meyssan aseguró, en su sitio web Votaire, que Nicolas Sarkozy cuando adolescente fue criado por el embajador Franck Wisner Jr., y reclutado por la CIA. No se emprendió ninguna acción judicial contra él; sin embargo,decide exiliarse sucesivamente en Siria, en el Líbano, en Irán y en Libia.  La página internet de la Red Voltaire se traslada fuera de Francia. 
Al estallar la guerra civil en Siria brindó su apoyo a Bashar al-Assad, por lo que el semanario L'Express lo calificará de «assadólatra certificado».
Tras la matanza de los trabajadores del Charlie Hebdo apuntó a Washington como autor más probable de encargar la masacre, pues auténticos yihadistas «ne se seraient pas contentés de tuer des dessinateurs athées, ils auraient d’abord détruit les archives du journal sous leurs yeux» (no se habrían conformado con matar a los dibujantes ateos, habrían comenzado por destruir los archivos del periódico ante sus ojos). En respuesta, Charlie Hebdo publicó dos meses después un artículo titulado «Conspirationnistes et djihadistes, même combat» (Conspiracionistas y yihadistas, mismo combate), tachando de extravagantes sus argumentos.
Durante la pandemia de COVID-19 se posicionó en las protestas por las respuestas a la pandemia de COVID-19.

## Premios
• Premio Especial del Jurado en el 29 Festival Internacional de Cine de Fajr (Teherán 2010)
• Premio Internacional de Periodismo, categoría de análisis geopolítico (México 2017)

## Obra
- La Gran Impostura, La Esfera de los libros (Madrid), 2002, ISBN 84-9734-058-2
- Le Pentagate, Carnot (París), 2002, ISBN 2-912362-77-6
- Os Senhores da Guerra, Frenesí (Lisboa), 2002, ISBN 972-8351-67-4
- Prólogo (con Jean Ziegler) de Le Cartel Bush, Timéli (Geneva), 2004, ISBN 2-940342-05-9
- Políticamente Incorrecto, con Noam Chomsky, postdata de Fidel Castro, Ciencias sociales (La Habana), 2004, ISBN 959-06-0640-7
- Prólogo (con José Saramago) de El Neron del siglo XXI, Apóstrofe (Madrid), 2004, ISBN 84-455-0258-1
- L'Effroyable imposture 1 & Le Pentagate, Nouvelle édition annotée, Demi-lune (París), 2007 ISBN 978-2-9525571-6-0
- La Gran Impostura 2, Monte Ávila (Caracas), 2008
- De la impostura del 11 de septiembre a Donald Trump. Ante nuestros ojos la gran farsa de las "primaveras árabes", Grupo Orfila Valentini (México), 2018